# Радкевич, Александр Александрович
Александр Александрович Радкевич (23 апреля 1876 — не позднее апреля 1918) — русский общественный деятель и политик, член IV Государственной думы от Могилёвской губернии.

## Биография
Православный. Потомственный дворянин Могилёвской губернии. Землевладелец Быховского уезда (890 десятин).
По окончании Императорского училища правоведения в 1897 году, служил старшим делопроизводителем 1-го отдела по делам законодательным в Государственной канцелярии, затем — помощником старшего секретаря Государственного совета. С 1911 года состоял корреспондентом Главного управления государственного коннозаводства по Могилёвской губернии. Дослужился до чина статского советника. Состоял почетным мировым судьей по Быховскому уезду (три трехлетия), а также гласным Быховского уездного и Могилевского губернского земских собраний.
В 1912 избран в члены Государственной думы от Могилёвской губернии съездом землевладельцев. Входил во фракцию правых, после её раскола в ноябре 1916 был товарищем председателя группы независимых правых. Состоял секретарем редакционной комиссии, а также членом комиссий: по Наказу, по местному самоуправлению, бюджетной, об охоте. Принимал участие в работе патриотических организаций, был членом Русского собрания и Всероссийского Филаретовского общества народного образования.
В 1916 году был представителем фракции правых в парламентской делегации Государственной думы и Государственного совета в союзные страны. В дни Февральской революции находился в Петрограде.
Относительно смерти Радкевича имеются две версии:
- Б. А. Энгельгардт утверждал, что Радкевич был убит большевиками в конце 1917 года.
- Газета «Раннее утро» от 24 апреля 1918 сообщала, что Радкевич с братом были убиты в своём Быховском имении во время крестьянских волнений.

Был холост.